# Zaposlovanje nekdanjih zapornikov
Večinoma ljudje predpostavljamo, da enkrat ko obsojenec odsluži dodeljeno kazen in ga izpustijo na prostost, da lahko zaživi normalno življenje kot prej, in sicer da mu ponovno pripadajo pravice kot sta na primer zasebnost in  redni zaslužek za preživetje. Ta predpostavka pa je zelo pogosto le zmota, saj je življenje velike večine nekdanjih zapornikov po izpustitvi iz zapora oteženo. Evidence v njihovih kartotekah jih stigmatizirajo, kar jim povzroča velike težave predvsem pri iskanju zaposlitve. Nekateri izmed njih so se v času prestajanja kazni vključevali v različne izobraževalne programe in pridobili nekatere kompetence, ki si jih prizadevajo uporabiti za izboljšanje njihovega socialnega statusa, ko pridejo na prostost. Takih posameznikov pa je zelo malo, saj prevladujejo predvsem tisti, za katere ima prestajanje zaporne kazni le negativne posledice, saj jim zapira možnosti za zaposlitev in onemogoča njihovo normalno vključevanje v družbo. 

## Položaj nekdanjih zapornikov z vidika zaposlitve
Večina obsojencev je že pred prestajanjem zaporne kazni brezposelnih, izjema so le tisti, ki jih bremenijo prometni prekrški. Tisti posamezniki, ki so pred prestajanjem kazni prijavljeni na zavodu za zaposlovanje, se morajo, v primeru da prestajanje kazni traja več kot šest mesecev, odjaviti iz evidence zavoda in pri tem ne morejo biti deležni nobenih programov politike zaposlovanja. Pri tistih posameznikih, ki so bili pred prestajanjem zaporne kazni zaposleni, pa o njihovi nadaljnji zaposlitvi odloča dolžina prestajanja kazni. Zakon o delovnih razmerjih določa, da v primeru ko kazen traja šest mesecev ali manj, obsojenec svojega dela začasno ne more opravljati in pride do suspenza pogodbe o zaposlitvi. Torej pogodba v tem času ne neha veljati, prav tako pa je delodajalec ne sme prekiniti. Pogodbo lahko prekine le v primeru, da so podani razlogi za izredno odpoved ali pa je uveden postopek za prenehanje delodajalca. Pogodba v tem času miruje, s tem pa se začasno prekinejo vse pravice in obveznosti iz delovnega razmerja. Suspenz pogodbe o zaposlitvi neha veljati z dnem, ko se preneha prestajanje zaporne kazni. Pravica in dolžnost delavcev je, da se nato na svoje delovno mesto vrnejo v roku petih dni. V primeru da prestajanje zaporne kazni traja več kot šest mesecev, se delovno razmerje prekine. 
Zakon o izvrševanju kazenskih sankcij opredeljuje delo obsojenca med prestajanjem zaporne kazni, in sicer praviloma obsojenec dela v okviru zapora. Lahko pa se mu v zadnjih šestih mesecih prestajanja zaporne kazni omogoči, da opravlja delo tudi zunaj zavoda.  Delo v okviru ali izven zapora pa obsojence opravlja po lastni želji. 
Kot sem že omenila je večina posameznikov po odpustu iz zapora brezposelnih. Pogosto se zgodi, da tisti, ki so bili pred prestajanjem zaporne kazni prijavljeni na zavodu za zaposlovanje in se iz evidence brezposelnih niso odjavili, jih zavod iz te evidence izbriše, ker se zaradi prestajanja zaporne kazni niso javljali na zavodu in udeleževali njihovih dejavnosti. Posledično se ne morejo ponovno prijaviti na zavod in koristiti katerega od ukrepov zaposlovanja. 
V primeru da se osebe po prestajanju zaporne kazni ne morejo zaposliti ali vsaj vključiti v kakšne program, se hitro lahko zopet znajdejo v začaranem krogu in pogosto pride do ponavljanj kaznivih dejanj. 
Pogosto se posamezniki, ki pridejo iz zapora, soočajo z različnimi odvisnostmi in nizko stopnjo izobrazbe, kar jim tudi onemogoča vstop na trg dela. Tudi v primeru da posameznik nima omenjenih ovir, jih delodajalci ne vzamejo na določeno delavno mesto, če poznajo njihovo kriminalno preteklost. Posledično se pogosto dogaja, da nekdanji zaporniki pri iskanju zaposlitve to preteklost zamolčijo in odsotnost od sfere dela pojasnijo z drugimi razlogi. 
Strokovni delavci na centrih za socialno delo tudi ugotavljajo, da je veliko takih posameznikov, ki si zaposlitve sploh ne želijo oziroma se jim ne zdi smiselna, saj lahko veliko bolje zaslužijo z delom na črno, nelegalnim delom, raznimi drugimi priložnostnimi deli in z raznimi oblikami finančne pomoči, kot bi sicer zaslužili glede na njihov položaj na trgu dela. 

### Ovire pri zaposlovanju
Ključni vpliv pri preprečevanju recidiva in uspešni reintegraciji nekdanjih zapornikov v družbo, ima njihova sposobnost obdržati stabilno zaposlitev oziroma jo sploh pridobiti. Pri tem pa naletijo na ogromno ovir, ki jim preprečujejo pridobitev legitimne zaposlitve. Država jim je dolžna nuditi programe, ki so jim v pomoč pri reintegraciji in samoizpopolnjevanju. Avtorji kot ovire pri zaposlovanju najpogosteje navajajo tiste, ki delujejo na strani ponudb delovnih mest na trgu dela  in na strani povpraševanja. Ovire, ki se nanašajo na ponudbe delovnih mest vključujejo, slabe kompetence, pomanjkanje izkušenj za opravljanje določenega delovnega mesta, zelo malo povezav za pridobitev le-tega, omejeno izobrazbo, otežen transport do delovnega mesta, poleg tega pa tudi zlorabe alkohola in psihoaktivnih substanc ter druge mentalne in fiziološke bolezni. Na stran povpraševanj za določeno delovno mesto pa uvrščamo predvsem stališča delodajalcev do nekdanjih zapornikov. Ta stališča delodajalcev igrajo pomembno vlogo pri zaposljivosti nekdanjih zapornikov. Veliko raziskav poroča, da približno dve tretjini delodajalcev ni pripravljenih zaposliti nekdanjega zapornika in namesto njega raje zaposlijo kandidate z minimalnimi izkušnjami. Delodajalčeva pripravljenost zaposliti nekdanjega zapornika se poveča, če ima le-ta diplomo ali pa je opravil vsaj tri programe za usposabljanje in ponovno integracijo v družbo v sklopu raznih zavodov in organizacij. Za nekatera delovna mesta je že po zakonu določeno, da jih posamezniki s kriminalno preteklostjo ne smejo opravljati; to so dela, ki vključujejo zdravstvene storitve, kontakt z otroki in varnostne storitve . 
Pogosta ovir, s katero se soočajo nekdanji zaporniki, je tudi stigma. Prestajanje zaporne kazni ima močnejši vpliv na posameznika kot če mu je spodletelo pri maturi. Socialni procesi, na katerih temeljijo ti vplivi, pa še niso povsem definirani. Možne razlage teh procesov so naslednje: izguba kapitala med prestajanjem kazni, socializacija v kulturo zapora, nepovezanost s socialnimi omrežji, s pomočjo katerih bi lahko sledili razpisom delovnih mest, in stigma, povezana s tem, da imajo kriminalno preteklost oziroma da so kriminalci. Ta stigma tudi do neke mere pojasni negativne vplive prestajanja zaporne kazni na zaposlovanje nekdanjih zapornikov . 
Izzivi iskanja zaposlitve nekdanjih zapornikov so poleg že omenjenega prepletajo tudi s številnimi odpuščanji in hitrim naraščanjem brezposelnosti zaradi sedanje gospodarske recesije . 

### Brezposelnost in psihološko zdravje
Raziskovalci s področja psihologije dela so dokazali, da obstaja povezava med smiselnostjo zaposlitve in psihološkim blagostanjem. S pomočjo dela v določeni organizaciji posameznik oblikuje svojo socialno identiteto in potrdi svoje članstvo v družbi, kar ima prav tako pomembno vlogo pri ohranjanju optimalnega psihološkega blagostanja. Nedvomno je, da tisti posamezniki, ki so konstantno ujeti v kronični brezposelnosti, si bodo oblikovali mnenje, da je delo dostopno le tistim, ki prihajajo iz privilegiranega okolja. Ujetost v kronični brezposelnosti je pogosto prisotna v življenju nekdanjih zapornikov, ki se skušajo ponovno integrirati v družbo, v upanju, da bodo dobili drugo priložnost in svojim družinam in družbi dokazali, da so lahko dobri in produktivni državljani. Konstanten stres, s katerim se soočajo nekdanji zaporniki zaradi nezmožnosti najti smiselno zaposlitev, lahko vodi v depresijo (ang. postrelease depression) . 

### Brezposelnost in recidiv
Številne raziskave poročajo, da ima stabilna, legalna zaposlitev ključno vlogo pri preprečevanju ponovnega vračanja v zapor. Poleg tega je stabilna zaposlitev pomemben napovednik uspeha nekdanjih zapornikov. Možna utemeljitev omenjenih povezav je, da delo organizira dnevne aktivnosti zaposlenih nekdanjih zapornikov, njihovo vedenje in oblikuje vzorce njihove interakcije ter predstavlja pomemben vir njihove neformalne socialne kontrole . 

### Vpliv kompetenc
Za populacijo nekdanjih zapornikov je v splošnem značilno, da ima zelo revno delovno preteklost in nizko izobrazbo. Nizko razvite kompetence jih zelo ovirajo pri priložnostih za zaposlitev. Tako kot je značilno v populaciji posameznikov brez kriminalne preteklosti tudi med nekdanjimi zaporniki velja pravilo, da bolj razvite kompetence z večjo verjetnostjo vodijo do boljše zaposlitve. Prav tako velja, da bodo z večjo verjetnostjo zaposlili tiste nekdanje zapornike, ki imajo za delo na določenem delovnem mestu več izkušenj kot tiste nekdanje zapornike, ki izkušenj nimajo. Torej lahko zaključimo, da višje kompetence in več izkušenj za delo lajšajo negativne učinke kriminalne preteklosti . 
Najmanjša je verjetnost, da bodo nekdanjega zapornika zaposlili na delovnem mestu, ki vključuje delo z denarjem in strankami oziroma nasploh z ljudmi. Najpogosteje nekdanje zapornike zaposlijo v gradbeništvu, proizvodnji in v raznih skladiščih v primerjavi z ostalimi delovnimi mesti. Torej je pomembno, da delovno mesto ne vključuje dela z denarjema ali strankami in bo na voljo tudi nekdanjim zapornikom . 

### Vpliv resnosti kriminalne obsodbe
Na splošno velja, da kriminalna obsodba zelo zmanjša možnosti za zaposlitev, pri  tem pa ima pomembno vlogo tudi tip storjenega zločina. Za prekršek velja drugačna zakonodaja kot za hud zločin in s tem tudi z zakonom določena drugačna kazen. V eni izmed raziskav so se ukvarjali z vprašanjem, kako delodajalci gledajo na resnost kriminalne obsodbe. Pri tem so raziskovali obtožbe in ne obsodbe. V primeru obtožbe krivda še ni dokazana, v primeru obsodbe pa so določenemu posamezniku krivdo dokazali. Ugotovili so, da v očeh delodajalcev ne prihaja do razlik, torej v selekcijskem postopku podobno gledajo na to ali je posameznik storil le prekršek ali hud zločin .  
V začetni fazi selekcijskega postopka - preverjanja prijav na razpisano delovno mesto imata prekršek in hud zločin enak vpliv na zaposljivost posameznika, ne glede na to, da hud zločin pomeni višje pravne sankcije. V primeru da je posameznik prišel v naslednjo fazo selekcijskega izbora za določeno delovno mesto, mu več izkušenj za to delo povečuje verjetnost zaposlitve. Izkušnje imajo pomembne vpliv le pri posameznikih brez kriminalne preteklosti in pri tistih, ki so storili le prekršek. V primeru da je posameznik storil hud zločin, mu izkušnje ne bodo pomagale pri zaposlovanju. Samo izkušnje za določeno delovno mesto torej niso dovolj, da delodajalec spregleda, da je posameznik v svoji preteklosti storil hud zločin. V tem primeru pomembnejšo vlogo igra izobrazba. Izkazalo se je, da višja ko je izobrazba, večja je verjetnost, da bo posameznik dobil zaposlitev ne glede na resnost storjenega kriminalnega dejanja .  

## Predsodki delodajalcev
Nekdanji zaporniki torej predstavljajo marginalno skupino, za katero je značilno veliko tveganje brezposelnosti, saj jih poleg slabih izobraževalnih in socialnih spretnosti spremlja tudi oznaka »zločinec«. Zelo veliko oviro pri iskanju zaposlitve pa jim predstavljajo predsodki delodajalcev in njihovo diskriminativno ravnanje. Na Irskem zakon določa, da mora vsak posameznik, v primeru da ga vprašajo, razkriti svojo kriminalno preteklost . Tudi v Sloveniji zahtevajo potrdilo o nekaznovanosti, vendar je to odvisno od delovnega mesta in organizacije. V eni izmed raziskav so ugotovil, da velika večina delodajalcev zahteva poročanje o preteklih kriminalnih dejanjih in da ima poročanje o takih dejanjih zelo škodljiv učinek na možnosti zaposlovanja, saj so dokazali, da so nekdanji zaporniki pogosto avtomatično izključeni iz selekcijskega postopka, ne glede na to, katero obliko kaznivega dejanja je posameznik storil, koliko časa je preteklo od takrat in  kakšen pomen ima to dejanje za potencialno delovno mesto. V eni izmed ameriških študij se je izkazalo, da delodajalci raje zaposlijo posameznika z manj izkušnjami za delo na določenem delovnem mestu kot nekdanjega zoprnika, ki bi bil za to delovno mesto bolj kvalificirani. 
Med delodajalci je zelo pogosto prisotna negativna predpostavka, da kdor je bil enkrat zločinec, da bo vedno zločinec, saj menijo, da je med nekdanjimi zaporniki prisotno zelo veliko tveganje, da bodo kaznivo dejanje ponovili. Na splošno pa velja, da je opaženo tveganje veliko večje od dejanskega, saj raziskave potrjujejo, da je možnost recidiva zelo manjša, v primeru da je nekdanji zapornik deležen stabilne in dobre zaposlitve. Taka zaposlitev velja za ključno pri preprečevanju recidiva pri nekdanjih zapornikih. V eni izmed britanskih raziskav pa so ugotovili, da bi delodajalci bili bolj pripravljeni zaposliti nekdanjega zoprnika, v primeru da bi lahko o njem pridobili več informacij, na primer da bi lahko kontaktirali center za socialno delo in podobno. Poleg tega moramo upoštevati, da ko so nekdanji zaporniki uspešni pri iskanju zaposlitve, so izkušnje delodajalcev izredno pozitivni in v primeru problemov, v večji meri vzroke pripisujejo posameznikovemu vedenju ali okoliščinam kot njihovemu kriminalnemu statusu. 

## Postpenalna pomoč
Postpenalna pomoč je tista oblika pomoči, ki se nudi obsojenim osebam po odpustu iz zapora na prostost. Njen namen je, pomagati nekdanjim zapornikom, da se čim prej vključijo v normalno življenje. Lahko bi jo opredelili tudi kot pomoč pri lažjem premagovanju ovir in odstranjevanju preprek, s katerimi se nekdanji zaporniki srečujejo na prostosti. Poleg tega je njen namen usposobitev nekdanjih zapornikov, da si bodo sposobni sami pomagati in se znajti na prostosti . 
V prvi fazi odpusta je najpomembnejša nastanitev, torej priskrbeti nekdanjemu zaporniku prostor za prenočišče. Druga najpomembnejša stvar pa je  pridobitev službe oziroma zaposlitve, s katero si bo nekdanji zapornik zagotovil osnovan sredstva za preživetje. Vse naštete cilje je »čez noč« dokaj težko doseči, zato je pomembno, da je nekdanjim zapornikom po odpustu iz zapora vedno kdo na voljo, da jih vodi, usmerja in svetuje . 

### Zakonodaja, ki ureja postpenalno pomoč
Področje pomoči obsojencem, ki so prestali zaporno kazen, v Republiki Sloveniji določa oziroma ureja več zakonov in drugih predpisov. Izmed vseh zapisanih zakonov sta za omenjeno področje najpomembnejša Zakon o izvrševanju kazenskih sankcij (ZIKS-1-UFBI) in Pravilnik o izvrševanju kazni zapora. Navedena zakona podrobno določata, katri organi, službe in organizacije se ukvarjajo z nekdanjimi zaporniki in jim nudijo postpenalno pomoč. Poleg tega tudi opredeljujeta, na kakšen način nuditi pomoč. V Zakonu  o izvrševanju kazenskih sankcij  je natančno opredeljeno, da mora biti izvrševanje kazni v zaporu organizirano tako, da omogoča usposabljanje obsojenca za življenje na prostosti, in sicer tako da bo sposoben živeti v skladu z veljavnimi pravili in moralnimi normami, ki jih postavlja oziroma določa družba, v kateri živi. Torej je celoten proces izvrševanja kazni že od samega začetka oblikovan tako, da si prizadeva uspešen zaključek prestajanja kazni in uspešno resocializacijo obsojenca. Pri tem je določeno, da je skozi celoten proces prestajanja kazni, obsojenca potrebno spodbujati in mu omogočiti, da aktivno sodeluje v procesu treniranja in pri pripravi ter izvajanju osebnega načrta. V sklopu osebnega načrta vsak obsojenec oblikuje individualni načrt, ki zajema vsa področja njegovega življenja in delovanja tako med prestajanjem kazni kot tudi pripravo na odpust in življenje na prostosti. Poleg tega mora natančno opredeliti cilje, dejavnosti in akterje, ki bodo pripeljali do realizacije zastavljenega načrta. V bistvu gre pri tem za dogovor med obsojencem in zavodom .
Zakon o izvrševanju kazenskih sankcij tudi natančno opredeljuje usposabljanje obsojencev za normalno življenje na prostosti, in sicer pomoč za socialno vključevanje po odpustu iz zapora. Zavodom torej nalaga dolžnost, da obsojencem med prestajanjem kazni s pomočjo sodobnih metod dela in spoznanj posameznih strok nudijo pomoč in podporo pri načrtovanju in realizaciji socialnega vključevanja po prestani kazni. Ta pomoč mora potekati po programu individualnega, skupinskega in skupnostnega treniranja na podlagi pisnega dogovora med obsojencem in zavodom. Poleg zavoda pa pri tem sodelujejo tudi drugi subjekti, in sicer zavodi za zaposlovanje, centri za socialno delo, javni zavodi s področja zdravstva, organi, ki zagotavljajo nastanitvene možnosti, razna društva, dobrodelne organizacije in ostale organizacije civilne družbe, ki morajo med seboj pri obravnavi in pomoči obsojencu, delovati usklajeno. Njihovo delovanje usklajuje Zavod, in sicer je njegova naloga, da koordinira delo centra za socialno delo, zavoda za zaposlovanje, organa, ki skrbi za stanovanjske zadeve ter javnega zavoda s področja zdravstva in izobraževanja. Naštete organizacije morajo tri mesece pred odpustom pripraviti program potrebnih ukrepov pomoči za obsojenca in mu vsaka na svojem področju nuditi pomoč pri njegovi vključitvi v družbo po prestani kazni .
Pomembno področje, ki ga prav tako določa Zakon o izvrševanju kazenskih sankcij, je tudi svetovanje. Naloga zavoda je, da predlaga pristojnemu centru za socialno delo določitev svetovalca, v primeru da je to potrebno za izvedbo individualnega tretmaja. Svetovalca lahko obsojencu zavod določi kadarkoli tekom prestajanja zaporne kazni z namenom pomoči in ne šele ob odpustu iz zapora. Za dodelitev svetovalca pa mora biti podan vsaj eden izmed razlogov, ki so navedeni v Pravilniku o izvrševanju kazni zapora. Svetovalca se dodeli najkasneje en mesec pred odpustom iz zapora. Razlogi za dodelitev so naslednji :
- obsojenec sam zaprosi za določitev svetovalca, pri tem strokovna skupina oceni, ali bi svetovalec pripomogel k uspešnejši izvedbi programa individualnega tretmaja;
- strokovna skupina oceni, da se obsojenec po odpustu iz zapora ne bo znal oziroma ne bo mogle vključiti v normalno življenje in delo;
- strokovna skupina oceni, da program individualnega tretmaja do odpusta obsojenca iz zapora ne bo zaključen;
- obsojenec potrebuje pomoč pri nadaljevanju splošnega ali poklicnega izobraževanja;
- potrebno je spremeniti okolje, v katerem živi obsojenec;
- obsojenec nima urejenih osnovnih življenjskih pogojev (npr. nima stanovanja ali zaposlitve);
- obsojencu je bil izrečen varnostni ukrep obveznega psihiatričnega zdravljenja ali obveznega zdravljenja zaradi alkoholizma ali odvisnosti od psihoaktivnih substanc.

V primeru da obsojenec pomoči, pri izdelavi in izvajanju programa individualnega tretmaja. ne odkloni, zakon pooblašča vrsto subjektov, ki so obsojencu ob odpustu iz zapora  dolžni nuditi pomoč za lažje vključevanje v družbo in s tem tudi pomoč pri iskanju zaposlitve .
Kot sem že omenila je v Pravilniku o izvrševanju kazni zapora zapisano, da mora zavod najkasneje tri mesece pred odpustom obsojenca iz zapora, poslati predlog o konkretnih oblikah strokovne pomoči, ki jo bo po odpustu obsojenec potreboval. Poročilo Zavod pošlje na center za socialno delo, ki ima sedež na območju obsojenčevega stalnega ali začasnega prebivališča. Poleg tega je naloga zavoda tudi, da spodbuja obsojence, da tudi sami aktivno sodelujejo v procesu reintegracije. Poleg tega mora strokovna skupina ob odpustu obsojenca izdelati zaključno poročilo o izvedbi individualnega osebnega načrta in ga  s pisnim soglasjem obsojenca posredovati pristojnemu centru. Namen poročila je, da center dobi natančno sliko o doseženi stopnji usposobljenosti osebe za normalno življenje na prostosti, poleg tega pa lahko razberejo, katera so tista področja, ki bi jih pri odpuščeni osebi bilo smiselno uriti in razvijati, da se ji omogoči čim bolj uspešno vključevanje v družbo in delo .
V letu 2010 je bilo za obsojence in mladostnike izdelanih 70 % zaključnih poročil, izmed katerih je bilo le 41 % posredovanih na pristojni center za socialno delo. Poročila so bila poslana le v primeru, da je oseba to odobrila in v primeru da je bilo to potrebno zaradi nudenja nadaljnje pomoči. 